# دوراند (کانزاس)
دوراند (به انگلیسی: Durand) یک منطقهٔ مسکونی در ایالات متحده آمریکا است که در شهرستان وودسن، کانزاس واقع شده‌است. دوراند ۳۰۳٫۸۹ متر بالاتر از سطح دریا واقع شده‌است.